# Anomodon sieboldii
Anomodon sieboldii là một loài Rêu trong họ Thuidiaceae. Loài này được (Dozy & Molk.) Granzow mô tả khoa học đầu tiên năm 1997.